# Linha Meitetsu Toyokawa

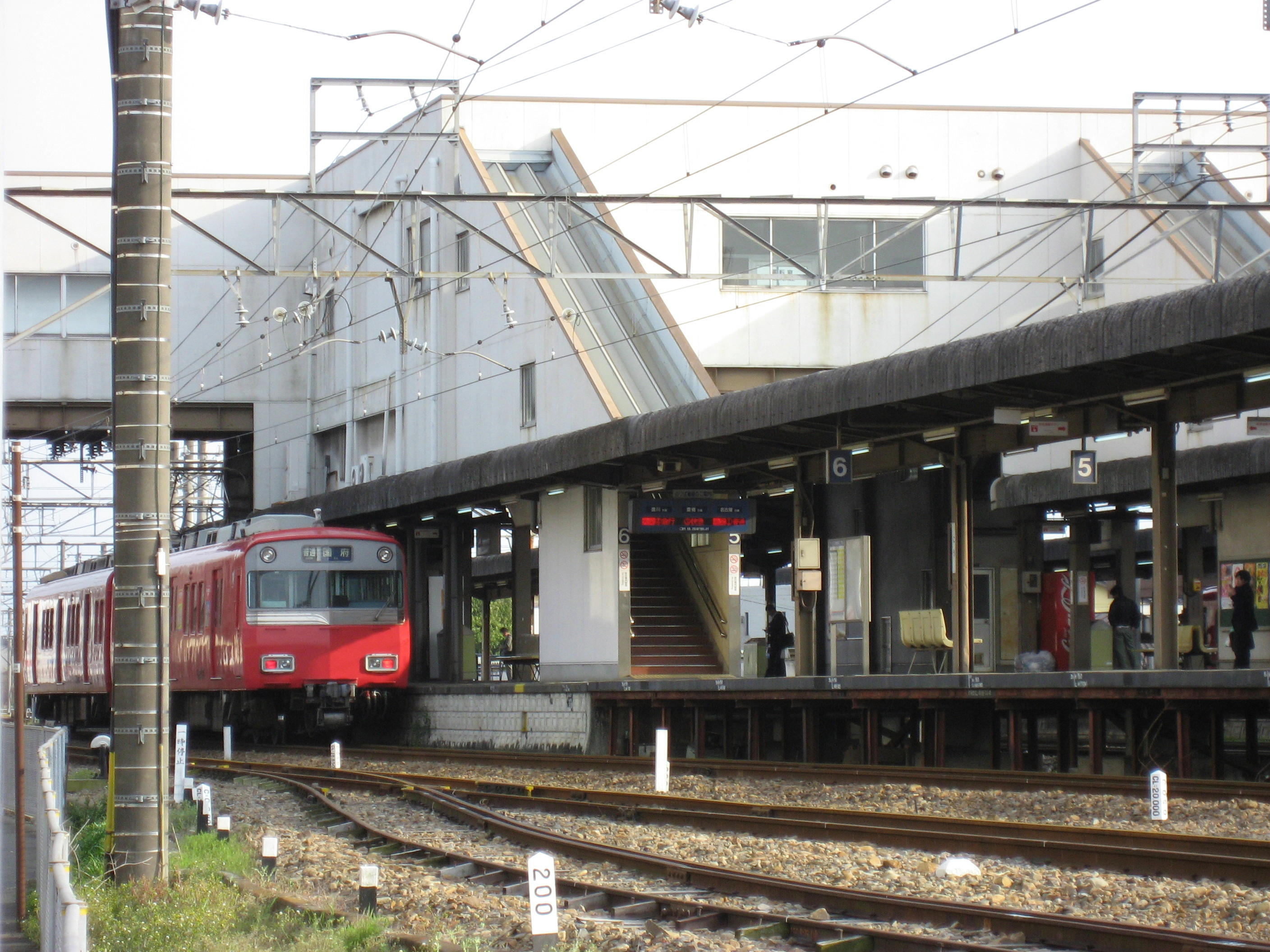
Estação Kō da linha Meitetsu Toyokawa

A Linha Toyokawa (豊川線, Toyokawa-sen) é uma linha ferroviária operada pela companhia férrea Meitetsu (名鉄) e liga a estação Kō na região oeste de Toyokawa  a Estação Inariguchi na região leste da cidade.

## Estações
A linha possui 5 estações.
| Nome                      | Distância (km) | Local (普通) | Semi-expresso (準急) | Expresso (急行) | Expresso Limitado (特急) | Expresso Rápido Limitado (快速特急) | Baldeação                                  | Localização | Localização | Localização |
| ------------------------- | -------------- | ------------ | -------------------- | --------------- | ------------------------ | ----------------------------------- | ------------------------------------------ | ----------- | ----------- | ----------- |
| Kō (国府)                 | 0.0            | ●            | ●                    | ●               | ●                        | ●                                   | Meitetsu: Linha Principal Nagoya           | Toyokawa    | Aichi       |             |
| Yawata (八幡)             | 2.5            | ●            | ●                    | ●               | ｜                       | ｜                                  |                                            | Toyokawa    | Aichi       |             |
| Suwa-chō (諏訪町)         | 4.4            | ●            | ●                    | ●               | ●                        | ●                                   |                                            | Toyokawa    | Aichi       |             |
| Inariguchi (稲荷口)       | 6.0            | ●            | ●                    | ●               | ｜                       | ｜                                  |                                            | Toyokawa    | Aichi       |             |
| Toyokawa-Inari (豊川稲荷) | 7.2            | ●            | ●                    | ●               | ●                        | ●                                   | JR Tōkaidō : Linha Iida (estação Toyokawa) | Toyokawa    | Aichi       |             |

Os trens param nas estações marcadas com "●" e não param nas estações com "｜".